# Redcliffe Peninsula
Die Redcliffe Peninsula ist eine Halbinsel in der Moreton Bay City im Nordosten des Großraums Brisbane in Queensland, Australien. Das Gebiet umfasst die Vororte Clontarf, Kippa-Ring, Margate, Newport, Redcliffe, Rothwell, Scarborough und Woody Point.